# Ryszard Surajewski
Ryszard Surajewski (ur. 1925 lub 1927 w Sulimierzu) – polski rzeźbiarz i ceramik.

## Życiorys
Ukończył Wydział Malarstwa Państwowej Wyższej Szkoły Sztuk Plastycznych (obecnie: Akademia Sztuk Pięknych w Gdańsku) w pracowni prof. Stanisława Borysowskiego. Specjalizacja w dziedzinie ceramiki w pracowni prof. Hanny Żuławskiej, dyplom ze specjalizacją ceramiki artystycznej uzyskał w 1958 roku. W gdańskiej PWSSP pracował jako instruktor ceramiki w latach 1961–1969. Był jednym z pierwszych i najbardziej aktywnych członków grupy „Kadyny”. Członek ZPAP Okręg Gdański.
Rzeźby ceramiczne, talerze, wazony i mozaiki R. Surajewskiego znajdują się w muzeach Gdańska, Białegostoku, Wrocławia, Torunia, Zielonej Góry, Warszawy, Gmiinden, Londynu i Nowego Jorku. 
Wyróżnienie, Sopot w 1970 roku.